# Torill Thorstad Hauger
Torill Thorstad Hauger, née le 22 novembre 1943 à Oslo et morte le 4 juillet 2014  à Oslo, est une écrivaine et illustratrice norvégienne.

## Biographie
Elle obtient le prix Dobloug en 1991.

## Œuvres traduites en français
- La Jeune Fille sans nom [« Det kom et skip til Bjørgvin i 1349 »], ill. de Chica, trad. d’Ellen Huse-Foucher, Paris, Éditions Flammarion, coll. « Castor poche », 1986, 188 p.  (ISBN 2-08-161889-3)
- Prisonniers des Vikings, T. 1, Prisonniers des Vikings [« Røvet av Vikinger »], ill. de Chica, trad. d’Ellen Huse-Foucher, Paris, Éditions Flammarion, coll. « Castor poche », 1993, 281 p.  (ISBN 2-08-162292-0)
- Prisonniers des Vikings, T. 2, La Fuite [« Flukten fra Vikingene »], ill. de Chica, trad. d’Ellen Huse-Foucher, Paris, Éditions Flammarion, coll. « Castor poche », 1994, 299 p.  (ISBN 2-08-164001-5)
- Prisonniers des Vikings, T. 3, Sigurd, le tueur de dragons [« Sigurd drakedreperen »], ill. de Chica, trad. d’Ellen Huse-Foucher, Paris, Éditions Flammarion, coll. « Castor poche », 1995, 314 p.  (ISBN 2-08-164124-0)
- Prisonniers des Vikings, T. 4, La Corbille [« Ravnejenta »], trad. d’Ellen Huse-Foucher, Paris, Éditions Flammarion, coll. « Castor poche », 1997, 301 p.  (ISBN 2-08-164210-7)